# Oldendorf (Schleswig-Holstein)
Pour les articles homonymes, voir Oldendorf.
Oldendorf est une commune allemande du Schleswig-Holstein, située dans l'arrondissement de Steinburg (Kreis Steinburg), à cinq kilomètres au nord-ouest de la ville d'Itzehoe. Oldendorf fait partie de l'Amt Itzehoe-Land (« Itzehoe-campagne ») qui regroupe 20 communes autour d'Itzehoe.